# 반됴
반됴(Bandjo)는 덴마크의 음악 그룹이다. 유로비전 송 콘테스트 1987에서 아네카트리네 헤르도르프와 함께 덴마크 대표로 참가했다.

## 구성원
- 페테르 스투브 (Peter Stub)
- 헬게 엥겔브레스트 (Helge Engelbrecht)
- 카르스텐 콜스테르 (Carsten Kolster)
- 안데르스 틴 (Anders Tind)
- 브리안 톰센 (Brian Thomsen)